# Богдана-Б
2П22 «Богдана-Б» — українська 155-мм гармата, що являє собою причіпну версію самохідної артилерійської установки 2С22 «Богдана».

## Історія
Програма розроблення самохідної артилерійської установки (САУ) «Богдана» розпочалась 2015 року. 2018 її прототип на шасі КрАЗ показали на параді до Дня незалежності України. У січні 2022 року відбулись попередні вогневі випробування й невдовзі після початку повномасштабного російського вторгнення прототип взяв участь у бойових діях, а 2023 року розгорнулось серійне виробництво.
У листопаді 2023 року стало відомо про розроблення причіпної версії, оскільки українська промисловість була здатна виготовляти в кілька разів більшу кількість стволів, ніж було в наявності шасі для САУ. Це припущення підтверджував, у тому числі, випуск «Богдани» на трьох різних шасі.
Крім того, нова гармата могла б використовувати наявні лафети від зношених радянських систем «Мста-Б», «Гіацинт-Б», Д-20 та М-46. Подібне рішення вже застосовували в Сербії, де створили гаубицю М-46/84, встановивши 155-мм гармату на лафет М-46, а також в Індії.
Вперше показали нову гармату в жовтні 2024 року. Продемонстрована система була змонтована на шасі «Гіацинт-Б», однак зі зміненими механізмами наведення та без броньового щитка. Наприкінці березня 2025 року гармату на шасі «Гіацинт-Б» показала 47-ма окрема артилерійська бригада. Для її транспортування бригада використовувала вантажівку підвищеної прохідності Daewoo Novus.
У березні 2025 року виконавчий директор Української ради зброярів Ігор Федірко стверджував, що промисловість здатна виготовити 115 артилерійських частин для самохідних і причіпних систем протягом 2-3 місяців.
У липні 2025 року генерал-майор Іван Лісовий повідомив, що гаубиця перебувала в серійному виробництві з січня 2025 й до липня було поставлено 5 партій.

## Опис
Калібр — 155 мм. Довжина ствола — 52 калібри.
Перевагами причіпної системи, порівняно з самохідною, є менша вартість, вища живучість і простота обслуговування.

## Варіанти
- 2Г22 «Богдана-БГ» — варіант гаубиці встановлений на двоосний лафет від 2А36 «Гіацинт-Б».[7] Перша партія надійшла на озброєння 47-ї окремої артилерійської бригади в березні 2025 року.[8] За перше півріччя 2025 року до війська було поставлено п’ять партій буксированих гаубиць «Богдана-БГ»[9].

- 2П22 «Богдана-Б» — варіант гаубиці, що має бути встановлений на лафет української розробки до кінця 2025 року.[10]

## Вартість
За припущенням видання «Мілітарний», гармата може коштувати приблизно 1,5-2 млн доларів.